# Idov Kohen
Idov Kohen (hebrejsky: אידוב כהן, žil 4. listopadu 1909 – 16. května 1998) byl izraelský politik a poslanec Knesetu za strany Progresivní strana a Liberální strana.

## Biografie
Narodil se ve městě Mihăileni v Rumunsku. Vystudoval ješivu, dál se vzdělával sám. V letech 1927–1933 pracoval jako účetní. V roce 1940 přesídlil do dnešního Izraele.

## Politická dráha
Byl aktivní v sionistických organizacích. V letech 1933–1939 byl generálním tajemníkem Židovského národního fondu v Rumunsku. Pracoval jako novinář, v letech 1933–1939 zasedal v redakční radě listu Naše obrození a v letech 1933–1934 se podílel na vydávání rumunského sionistického týdeníku. V letech 1937–1939 vydával rovněž židovský literární měsíčník Adam. Po přesídlení do dnešního Izraele zakládal Asociaci rumunských přistěhovalců. Angažoval se v tlaku na rumunské úřady, aby propustily vězněné sionisty. Zakládal Progresivní stranu a inicioval její sloučení se stranou Všeobecní sionisté, čímž vznikla Liberální strana. Zasedal v městské samosprávě v Tel Avivu.
V izraelském parlamentu zasedl poprvé už po volbách v roce 1949, kdy kandidoval za Progresivní stranu. Nastoupil jako člen do parlamentního výboru pro procedurální pravidla, výboru pro ekonomické záležitosti, výboru pro zahraniční záležitosti a obranu, výboru pro záležitosti vnitra a výboru práce. Na kandidátce Progresivní strany uspěl i ve volbách v roce 1951. Mandát ovšem získal s mírným zpožděním, v září 1951, jako náhradník. Stal se členem výboru pro ekonomické záležitosti a výboru pro záležitosti vnitra. Mandát na kandidátce Progresivní strany obhájil i ve volbách v roce 1955. Zastával funkci člena výboru pro záležitosti vnitra, výboru práce, finančního výboru a výboru House Committee. Uspěl i ve volbách v roce 1959, do nichž opět nastoupil za Progresivní stranu. Během funkčního období ale přešel do nové pravicové platformy, Liberální strany. Byl členem parlamentního výboru House Committee a finančního výboru. Za Liberální stranu byl zvolen ve volbách v roce 1961. Nastoupil znovu do výboru House Committee a finančního výboru. V listopadu 1963 ale na členství v parlamentu rezignoval. Jeho křeslo pak zaujal Aharon Goldstein.